# Marc Deci (tribú de la plebs)
Marc Deci (en llatí Marcus Decius) va ser tribú de la plebs l'any 311 aC. En aquell any, a proposta seva, va fer aprovar en plebiscit (plebiscitum) una llei anomenada Decia de duumviris navalibus per la qual el poble havia de nomenar els duumviri navales encarregats de restaurar la flota romana i equipar-la adequadament, segons diu Titus Livi.